# Myrcia maritima
Myrcia maritima là một loài thực vật thuộc họ Myrtaceae.